# We Lost the Skyline
We Lost the Skyline è il settimo album dal vivo del gruppo musicale britannico Porcupine Tree pubblicato il 26 febbraio 2008 dalla Transmission Recordings.

## Descrizione
Il 4 ottobre 2007 il frontman Steven Wilson, accompagnato dal chitarrista John Wesley, ha tenuto una breve esibizione davanti ad un ristretto numero di fan in un piccolo negozio di musica a Orlando, in Florida. Per motivi di spazio la programmata esibizione del gruppo al completo non fu possibile, per cui i due hanno improvvisato otto brani del gruppo arrangiate in chiave acustica di fronte a 200 persone.
L'esibizione è stata interamente registrata su apparecchiature portatili e pubblicata all'inizio del 2008 su un CD ordinabile soltanto online, sotto forma di digipak realizzato dal designer Carl Glover e contenente anche fotografie di Lasse Hoile.

## Tracce
Testi e musiche di Steven Wilson.
1. The Sky Moves Sideways – 4:02
2. Even Less – 3:27
3. Stars Die – 4:33
4. Waiting – 3:52
5. Normal – 4:52
6. Drown with Me – 4:09
7. Lazarus – 4:29
8. Trains – 4:04

## Formazione
- Steven Wilson – chitarra acustica ed elettrica, voce
- John Wesley – chitarra elettrica e voce (tracce 4-8)